# Robert Capa
Robert Capa, właśc. Endré (André) Ernő Friedmann (ur. 22 października 1913 w Budapeszcie, zm. 25 maja 1954 w Thái Bình) – węgierski fotoreporter. Jeden z najważniejszych fotografów XX wieku, autor zdjęć z pięciu wojen (hiszpańskiej wojny domowej, wojny chińsko-japońskiej, II wojny światowej, I wojny izraelsko-arabskiej i I wojny indochińskiej) oraz innych wydarzeń.
Urodzony na Węgrzech, w młodości musiał opuścić rodzinny kraj. Mieszkał m.in. w Berlinie, Paryżu i Nowym Jorku, wiele czasu spędzając jednak w różnych częściach świata, gdzie toczyły się historyczne wydarzenia. Podczas hiszpańskiej wojny domowej, pierwszej fotografowanej przez siebie wojny, wykonał jedno z najważniejszych zdjęć tego konfliktu i całego swojego dorobku – Padającego żołnierza. Podczas II wojny światowej wraz z pierwszą grupą alianckich żołnierzy brał udział w lądowaniu w Normandii. Choć większość z wykonanych przez niego wówczas zdjęć została bezpowrotnie zniszczona, dziewięć ocalałych stanowi cenny dokument tej operacji. W 1947 roku wraz z innymi fotografami założył agencję fotograficzną Magnum. Zdjęcia Capy ukazywały się na łamach m.in. „VU” i „Life”. Jego motto brzmiało: Jeśli twoje zdjęcia nie są dostatecznie dobre, to znaczy, że nie jesteś dostatecznie blisko (...if your pictures aren’t good enough, you’re not close enough). Znany był z zamiłowania do hazardu, alkoholu i z licznych romansów. Zginął w wieku 41 lat, w wyniku wybuchu miny, fotografując przebieg wojny w Indochinach.

## Młodość na Węgrzech
Wywodził się ze zlaicyzowanej rodziny węgierskich Żydów. Był drugim z trzech synów Dezsö i Julii Friedmannów (jego brat, Cornell Capa, również był fotoreporterem). Polityką zainteresował się w młodym wieku, po części dzięki znajomości z artystą o socjalistycznych poglądach Lajosem Kassákiem. Kassák zaznajomił Capę także z dorobkiem fotografów dokumentalnych, zarówno węgierskich, jak i amerykańskich, takich jak Jacob Riis i Lewis Hine. Zaangażowany politycznie i opowiadający się za reformami, Capa rozważał dołączenie do węgierskiej partii komunistycznej. Choć ostatecznie nie zrobił tego, kontakt z jednym z jej członków spowodował jego aresztowanie i wydalenie z Węgier.

## Początek działalności fotoreporterskiej
W 1931 roku opuścił kraj ojczysty i przeniósł się do Berlina, gdzie w latach 1931–1933 studiował nauki polityczne na Deutsche Hochschule Für Politik. Zła sytuacja gospodarcza po krachu w 1929 roku spowodowała, że wkrótce jego rodzina przestała przesyłać mu pieniądze i Capa zmuszony był szukać pracy. Po latach wspominał: W trakcie moich studiów środki moich rodziców wyczerpały się, więc zdecydowałem, że zostanę fotografem, co dla kogoś, kto nie posługiwał się językiem, było najbliższe dziennikarstwu (już wcześniej myślał bowiem o karierze dziennikarza, ale słabo znał niemiecki). Był fotografem samoukiem; w 1931 roku zaczął pracować jako asystent w wydawnictwie Ullstein. W latach 1932 i 1933 pracował jako asystent fotografa w agencji prasowej Dephot, której właścicielem był Simon Guttman. Zauważył on szybko, że Capa ma oko i pożyczył mu mały i poręczny aparat Leica, którym miał realizować swoje pierwsze zlecenia. Jednym z nich było sfotografowanie Lwa Trockiego, który w Kopenhadze miał pojawić się w Sportpalast na zjeździe poświęconym rosyjskiej rewolucji. Wykonał serię zdjęć, na których publikację całą stronę poświęcił berliński „Der Welt Spiegel”. Capa nie miał wtedy ukończonych nawet 19 lat.
W 1933, po dojściu Hitlera do władzy, Capa – Żyd i działacz polityczny – przeprowadził się do Paryża. Początki pobytu nie były łatwe i Capa borykał się z problemami finansowymi. W 1934 poznał węgierskiego fotografa André Kertésza, który pożyczał mu pieniądze i uczył fotografować. Poznał także trzy inne osoby, które stały się dla niego szczególnie ważne: dwóch młodych fotografów – Henriego Cartier-Bressona i Dawida Seymoura (Szymina), znanego jako Chim, i Gerdę Taro (Gertę Pohorylle). Wszyscy pracowali w agencji fotograficznej Alliance Photo. W Paryżu zmienił nazwisko na Robert Capa i rozpoczął pracę jako fotograf niezależny. Podczas wywiadu udzielonego w 1947 roku tak to wspominał: Kiedyś nazywałem się nieco inaczej niż Bob Capa. To moje prawdziwe nazwisko na niewiele się jednak zdało. [...] Na gwałt potrzebowałem więc nowego nazwiska. [...] Robert brzmiało po amerykańsku, bo tak powinno było wtedy brzmieć. Capa brzmiało po amerykańsku i było łatwe do wymówienia. Tak więc Bob Capa pasował też, jak ulał. Potem wymyśliłem, że Bob Capa będzie tym sławnym amerykańskim fotografem, który przyjechał do Europy, nie chcąc zanudzać francuskich redaktorów, że za mało płacą... Tak więc pojawiałem się ze swoją małą Leiką, robiłem parę zdjęć, na których pisałem Bob Capa, i sprzedawałem je za podwójną cenę. Pod nowym nazwiskiem na zlecenie pisma „VU” wykonywał zdjęcia z wydarzeń politycznych w Paryżu. W 1936 robił zdjęcia na konferencji Ligi Narodów w Genewie oraz podczas obchodów dwudziestej rocznicy bitwy pod Verdun.

## Hiszpańska wojna domowa i inwazja na Chiny
W latach 1936–1939 kilkakrotnie przebywał w Hiszpanii i fotografował przebieg wojny domowej. Towarzyszyła mu Gerda Taro. Dzięki wykonanym wtedy zdjęciom, które publikowane były na łamach licznych czasopism i gazet we Francji, Wielkiej Brytanii i USA (m.in. w „Life”), Capa stał się sławny. Pierwsza seria zawierała zdjęcie Padający żołnierz (Śmierć hiszpańskiego republikanina), które do dziś jest jedną z najbardziej znanych i najszerzej omawianych jego prac. Po raz pierwszy fotografia ta pojawiła się w prasie 23 września 1936, na łamach „VU”. W 1937 ukazała się w „Paris-Soir”. „Regards” i „Life”. W 1974 Philip Knightley jako pierwszy podał w wątpliwość autentyczność przedstawionej na niej sceny. Powołał się na wypowiedź jednego z korespondentów prasowych podczas wojny domowej, że Padający żołnierz w istocie przedstawia sytuację zaaranżowaną oraz przytoczył wypowiedź Chima Seymoura, zgodnie z którą zdjęcia tego w ogóle nie wykonał Capa, ale albo sam Seymour, albo Gerda Taro. Także według innych relacji zdjęcie jest upozorowane, gdyż Capa poprosił żołnierzy, aby zbiegli ze wzgórza i wówczas jeden z nich został postrzelony. Z kolei bliska znajoma Capy i Taro stwierdziła, że zdjęcie jest autentyczne, gdyż widziała całą serię fotografii następujących po najsłynniejszym ujęciu, na których żołnierz leży już martwy. Mario Brotonos, hiszpański historyk amator w swojej publikacji (pozbawionej jednak dowodów w postaci źródeł) dowodził, że padający żołnierz to Federico Borrell, który zginął 5 września 1936, a więc w tym samym dniu, w którym rzekomo wykonano fotografię. Jakkolwiek polemika wokół autentyczności zdjęcia trwa do dziś (a jej rozstrzygnięcie utrudnia fakt, że najprawdopodobniej nie zachowały się oryginalne negatywy i odbitki), pewne jest, że Padający żołnierz stał się symbolem hiszpańskiej wojny domowej i ugruntował pozycję Capy jako fotografa wojennego.
Po powrocie do Paryża fotografie Capy i Taro opublikowane zostały w albumie Death in the Making. 26 lipca 1937 Taro zginęła w Hiszpanii, przygnieciona wojskowym samochodem. Według relacji świadków Capa bardzo przeżył jej śmierć (zaledwie kilka miesięcy wcześniej oświadczył jej się, ale ona odrzuciła propozycję małżeństwa).
W 1938 wraz z Jorisem Ivensem pojechał do Chin, by dokumentować przebieg japońskiej inwazji na ten kraj. Ich zadaniem było nakręcenie filmu dokumentalnego The 400 Million. Po powrocie z Chin po raz kolejny udał się do Hiszpanii, by sfotografować ostateczną klęskę republikanów w wojnie domowej.

### „Meksykańska walizka”
Tzw. „meksykańska walizka” (ang. Mexican Suitcase) zawierała tysiące negatywów, naświetlonych przez Capę podczas wojny w Hiszpanii. Capa zostawił ją w swoim paryskim studiu, opuszczając Europę w 1939 roku i do śmierci sądził, że bezpowrotnie zaginęła. W rzeczywistości jednak w bliżej nieznanych okolicznościach walizka trafiła do generała Francisca Aguilara Gonzáleza, meksykańskiego ambasadora przy rządzie Vichy, a z nim do miasta Meksyku, po czym słuch po niej zaginął. Informacje o jej odnalezieniu pojawiły się w 1995 roku, jednak dopiero z końcem 2007 walizka trafiła do International Center of Photography w Nowym Jorku – instytucji założonej przez brata Roberta Capy, Cornella. W rzeczywistości „meksykańska walizka” okazała się być trzema pudłami, zawierającymi zdjęcia nie tylko Capy, ale także Taro i Chima oraz dwie rolki filmów autorstwa Freda Steina i dwie z wyjazdu Capy do Belgii w 1939. Walizka nie zawiera wszystkich zdjęć Capy, Taro i Chima z wojny hiszpańskiej; wśród nich nie odnaleziono negatywu Padającego żołnierza.
Po raz pierwszy zdjęcia z „meksykańskiej walizki” prezentowane były na wystawie w International Center of Photography od 24 września 2010 do 8 maja 2011 roku.

## II wojna światowa
Po wybuchu II wojny światowej Capa wyjechał do USA. Wygaśnięcie wizy na początku 1940 roku zmusiło go do zawarcia fikcyjnego małżeństwa. Aby zyskało ono pełną ważność, Capa musiał na pół roku opuścić USA, po czym ponownie przekroczyć granicę. Wyjechał do Meksyku, gdzie fotografował burzliwe wydarzenia polityczne, a 10 października wrócił do USA i uzyskał kartę stałego pobytu. Po zrealizowaniu kilku zleceń – w tym serii fotografii Ernesta Hemingwaya z Martą Gellhorn – w 1941 powrócił do Europy, by robić zdjęcia na toczącej się tu wojnie. Miał fotografować naloty na Londyn, ale przybył za późno. Podczas kolejnego pobytu w Nowym Jorku, w 1942, pismo „Collier’s” zaproponowało mu, by wyjechał do Europy w celu udokumentowania desantu sił alianckich we Francji lub Afryce. W 1943, początkowo jako reporter „Collier’s”, a potem „Life”, fotografował przebieg kampanii kierowanej przez generała George’a Pattona w północnej Afryce i na Sycylii oraz walki we Włoszech, w tym wyzwolenie Neapolu.
Na początku 1944 otrzymał polecenie powrotu do Londynu – miał przygotowywać się do wzięcia udziału w operacji Overlord. Dołączył do 116 Pułku Piechoty z 2 Batalionu, który należał do pierwszej grupy żołnierzy lądujących w Normandii. 4 czerwca 1944 wszedł na pokład transportowca USS Samuel Chase, a nad ranem 6 czerwca, w dzień zwany D-Day, wraz z grupą żołnierzy barką przypłynął na plażę Omaha. Przy pomocy dwóch aparatów (Contax i Rolleiflex) z narażeniem życia naświetlił kilka filmów i na barce desantowej wrócił na statek Samuel Chase, który 7 czerwca zawinął do portu w Weymouth. Filmy przekazał do Londynu, gdzie musiały być one wywołane w pośpiechu – aby bowiem mogły ukazać się 19 czerwca w najbliższym numerze „Life”. musiały być przekazane kurierowi najpóźniej 8 czerwca rano, a przez niego wysłane samolotem do Waszyngtonu. Laborant suszący wywołane negatywy tak się spieszył z ich wysuszeniem, że przegrzał je w suszarce. Z zupełnie zniszczonych filmów ocalało tylko dziewięć zdjęć, które stały się jego najsłynniejszymi fotografiami tego wydarzenia. 19 czerwca ukazały się na siedmiu stronach „Life”. opatrzone nagłówkiem: Na morzu i w powietrzu rozpoczęła się rozstrzygająca bitwa o Europę. 8 czerwca Capa ponownie wylądował na plaży Omaha, by dokumentować walki aliantów z Niemcami w Normandii. W lipcu na krótko powrócił do Londynu i dopiero wówczas dowiedział się o zniszczeniu, któremu uległy jego fotografie z pierwszego dnia lądowania w Normandii i według relacji Irwina Shawa informacja ta bardzo go zdenerwowała.
Później wraz z siłami aliantów uczestniczył w wyzwoleniu Paryża i ofensywie w Ardenach. W 1945 wraz z Amerykanami lądował w Niemczech, gdzie fotografował zwycięstwa aliantów w Lipsku, Norymberdze i Berlinie. Za swoją działalność w czasie II wojny światowej, w 1947, wraz z dwudziestoma innym fotografami, został odznaczony amerykańskim Medalem Wolności.

## Po 1945
Tuż po zakończeniu wojny Capa wdał się w kolejny z licznych romansów, tym razem ze słynną aktorką Ingrid Bergman. Ich znajomość rozpoczęła się od liściku, który Capa i Shaw zostawili pod drzwiami jej hotelowego pokoju w Paryżu w czerwcu 1945 roku. Za namową Bergman, pod koniec 1945 Capa wyjechał do Hollywood, gdzie ona właśnie brała udział w filmie Osławiona. W trakcie kilkumiesięcznego pobytu w Los Angeles w 1946 spisał swoje wspomnienia, wydane pod tytułem Slightly Out of Focus. Z początkiem 1947 związek Capy i Bergman zakończył się.
W 1947 wraz z Cartier-Bressonem, Davidem Seymour (Szyminem), George’em Rodgerem i Williamem Vandivertem założył agencję fotograficzną Magnum. Inicjatorem pomysłu był Capa, który chciał, by agencja działała przeciwko wyzyskowi fotografów przez korporacje takie jak „Life” oraz na rzecz zwiększenia praw autorów do ich zdjęć (tj. zarówno do wpływania na kontekst, w jakim ich prace są publikowane, np. podpisy, jak i do zachowania przez fotografów praw autorskich do zdjęć).
W 1947 z Johnem Steinbeckiem wyjechał na nieco ponad miesiąc do Związku Radzieckiego. Celem ich wyprawy było stworzenie książki Russian Journal (Dziennik z podróży do Rosji), poświęconej współczesnej Rosji i życiu Rosjan. Steinbeck i Capa otrzymali wizy i zgodę na realizację materiału, jednak przez cały okres ich pobytu w ZSRR byli obserwowani i pilnowani. Z Moskwy pojechali na Ukrainę, potem do Gruzji. Wkrótce po powrocie do USA obaj zaangażowali się w przedsięwzięcie, które zakończyło się porażką – założyli telewizyjną firmę producencką World Video. Na jej potrzeby Capa pojechał do Europy, gdzie nakręcił film Kawalkada mody, poświęcony powojennej modzie.
W 1948, podczas pierwszej z trzech podróży do Izraela, fotografował powstanie państwa żydowskiego. Jesienią tego roku wraz z korespondentem Theodorem White’em wyruszył na wyprawę po Polsce (tu sfotografował m.in. Warszawę i Auschwitz), Czechosłowacji i Węgrzech. W 1949, po zakończeniu wojny w Izraelu, Capa ponownie podjął się współpracy z pisarzem, ale tym razem z Shawem. Owocem ich kooperacji byłą książka Report on Israel.
W 1954 wyjechał do Japonii, by na zlecenie wydawnictwa Mainichi Press wykonać cykl zdjęć poświęconych dzieciom. Pobyt ten musiał przerwać, gdyż „Life” zlecił mu wyjazd do Indochin, gdzie wybuchła wojna, a pracujący tam fotoreporter Howard Sochurek wziął urlop. 30 kwietnia zaakceptował ofertę „Life” i wkrótce wyleciał do Bangkoku. Powody przyjęcia przez Capę tego zlecenia nie są jasne; być może chodziło mu o wysokie wynagrodzenie, jakie oferował „Life”, może o utrzymanie własnej legendy fotografa wojennego, albo o chęć zaprzeczenia podejrzeniom, że sympatyzuje z komunizmem. 9 maja dotarł do Hanoi. 25 maja towarzyszył francuskiemu wojsku, poruszającemu się po trudnym terenie delty Rzeki Czerwonej. Zginął właśnie tam, wskutek wybuchu miny lądowej, z aparatem Contax w ręce. Na ostatniej wykonanej przez niego klatce widać maszerujących żołnierzy.
Ceremonie pogrzebowe, podczas których odczytano list kondolencyjny m.in. od Ingrid Bergman, a przemawiał Edward Steichen, odbyły się w domu pogrzebowym w Purchase w stanie Nowy Jork. Capę pochowano na cmentarzu kwakrów w pobliskim Amawalk. Pośmiertnie odznaczono go francuskim Croix de Guerre.

## Capa w kulturze
W 1955 Overseas Press Club i „Life” ustanowiły nagrodę jego imienia, Złoty Medal im. Roberta Capy (Robert Capa Gold Medal), przyznawaną wyróżniającym się fotoreporterom.
Związek Capy z Ingrid Bergman stał się inspiracją dla filmu Alfreda Hitchcocka Okno na podwórze, a postać głównego bohatera, fotografa granego przez Jamesa Stewarta, Hitchcock częściowo stworzył dzięki swojej znajomości z Capą.
Jego biografia (a przede wszystkim związek z Gerdą Taro) stała się kanwą dla powieści Susany Fortes Czekając na Roberta Capę (2009, wyd. pol. 2010). Jej ekranizację zapowiedział w 2009 reżyser Michael Mann.
Zespół Alt-J nagrał piosenkę pod tytułem Taro, która opowiada o ostatniej wyprawie Capy. Falco nagrał utwór pt. Kamikaze Cappa, do którego słowa napisał Fredi i Rob Bolland oraz Falco. Opisuje on życie Capy oraz jego ryzykowne sposoby pracy.